# Igor Mitoraj
(Igor Mitoraj)
Igor Mitoraj (pronuncia /ˈiɡor miˈtɔraj/; Oederan, 26 marzo 1944 – Parigi, 6 ottobre 2014) è stato uno scultore e pittore polacco.

## Biografia
Jerzy Makina nasce a Oederan, poco lontano da Dresda, da madre polacca, Zofia Makina, e da padre francese di origine polacca, deportati dai nazisti ai lavori forzati. Alla fine della guerra, ritornati in Polonia, la madre sposa Czesław Mitoraj che lo adotta dandogli il suo cognome.

Trascorre l'infanzia a Grojec e frequenta il Liceo Artistico a Bielsko-Biała. Dopo aver studiato pittura alla Scuola d'arte di Cracovia e all'Accademia d'arte di Cracovia sotto la guida di Tadeusz Kantor, partecipa a diverse esposizioni collettive, tenendo la sua prima personale nel 1967 alla Galleria Krzysztofory in Polonia.
Nel 1968 si trasferisce a Parigi, per continuare i suoi studi presso l'École Nationale Supérieure des Beaux-Arts.
Poco dopo rimane affascinato dall'arte e dalla cultura Latino-Americane e decide di trascorrere un anno dipingendo e viaggiando in Messico. Questa esperienza lo avvicina alla scultura.
Fa ritorno a Parigi nel 1974 e due anni dopo tiene un'altra personale alla Galleria La Hune, nella quale include anche alcune sculture: il successo dell'esposizione lo convince a dedicarsi a tempo pieno alla scultura.
Riceve il "Prix de la Sculpture" a Montrouge e il Ministro francese per la Cultura gli mette a disposizione uno studio al Bateau-Lavoir di Montmartre.
Trascorre anche lunghi periodi tra New York, la Grecia e la Toscana; questi viaggi risulteranno determinanti per trovare, tra modernità e classicità, il suo stile.
Dopo aver lavorato in terracotta ed in bronzo, nel 1979 compie un viaggio a Carrara e decide di dedicarsi anche alla lavorazione del marmo. 

Nel 1983 decide di stabilirsi a Pietrasanta, di aprirvi uno studio e di vivere tra Italia e Francia. Rimane molto legato alla città versiliese che nel 2001 gli conferisce la cittadinanza onoraria e alla quale lascia in dono numerose opere.
Le sue sculture vengono esposte in numerose occasioni sia in Europa che negli Stati Uniti. Di particolare importanza è la sua mostra di successo nel 1989 alla New York Academy of Art.

In Italia realizza molte esposizioni in parchi e ville storiche dove le sue gigantesche opere trovano la giusta collocazione: si ricordano in particolare le sue suggestive esposizioni nella Valle dei Templi di Agrigento (2011), e quelle postume a Pisa (2015), nei Mercati di Traiano a Roma (2016), negli scavi di Pompei (2016) e nelle altre due città siciliane di Piazza Armerina e Noto (2021), nel Parco Archeologico della Neapolis, e in contemporanea in altri siti di interesse storico-archeologico, nella città di Siracusa (2024).
L'artista muore a Parigi, ma per suo espresso desiderio è sepolto a Pietrasanta. Le sue esequie si sono svolte nel Duomo.

## Stile
Lo stile di Mitoraj è fortemente radicato nella tradizione classica, con una particolare attenzione ai busti maschili. 

Mitoraj presenta, tuttavia, anche una svolta post-moderna, attraverso l'ostentata enfatizzazione dei danni subiti dalle sculture classiche, ottenuta mediante la realizzazione di arti e teste troncati.
Le fratture nelle sue figure alludono al mistero dell’antico che si manifesta a noi per frammenti, come reperti, allusioni ed evocazioni.

## Galleria d'immagini

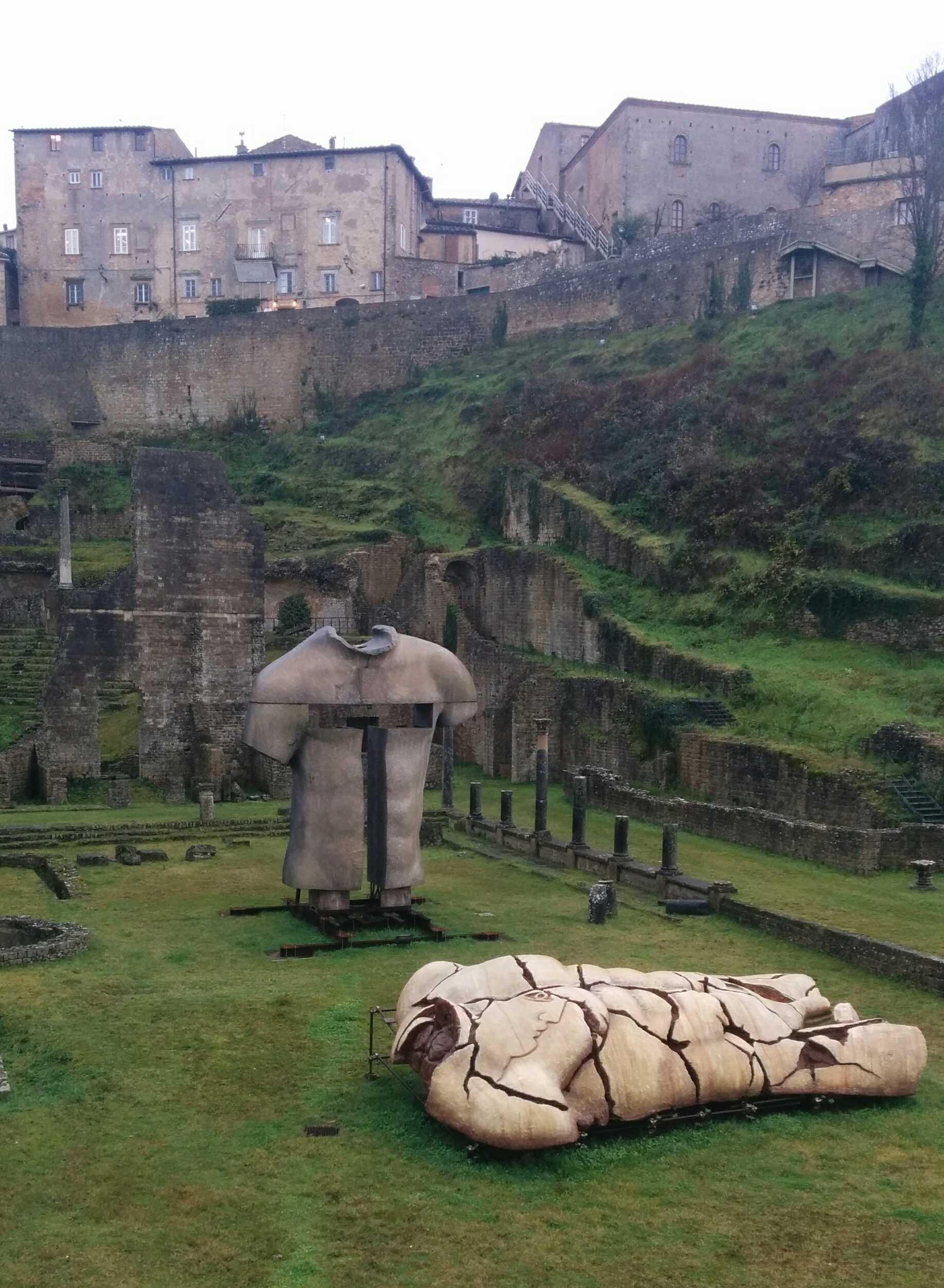
Il Corpo e la Crocifissione
Teatro Romano di Volterra (2015/2016)

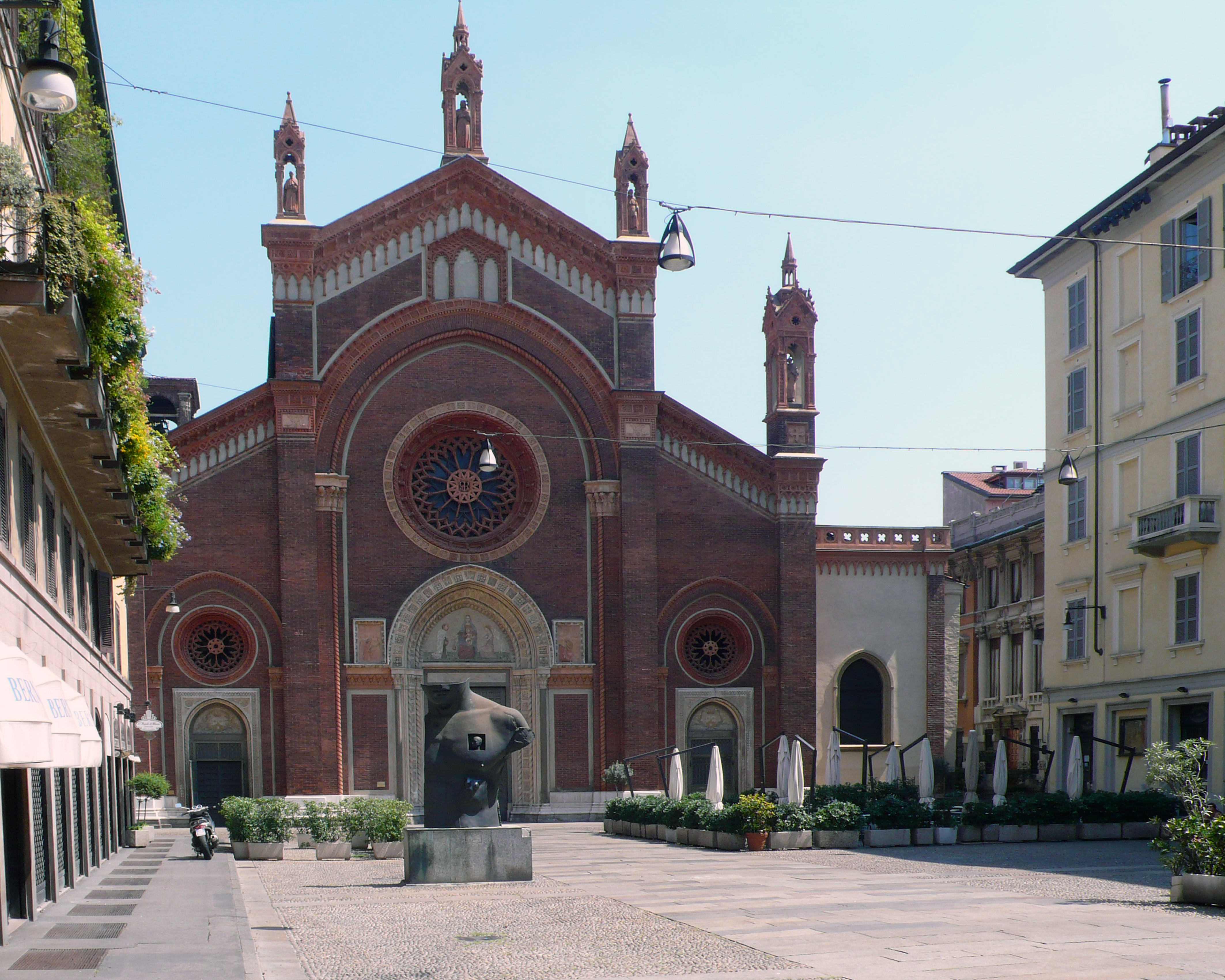
Grande Toscano bronzo, 1986 Piazza del Carmine, Milano
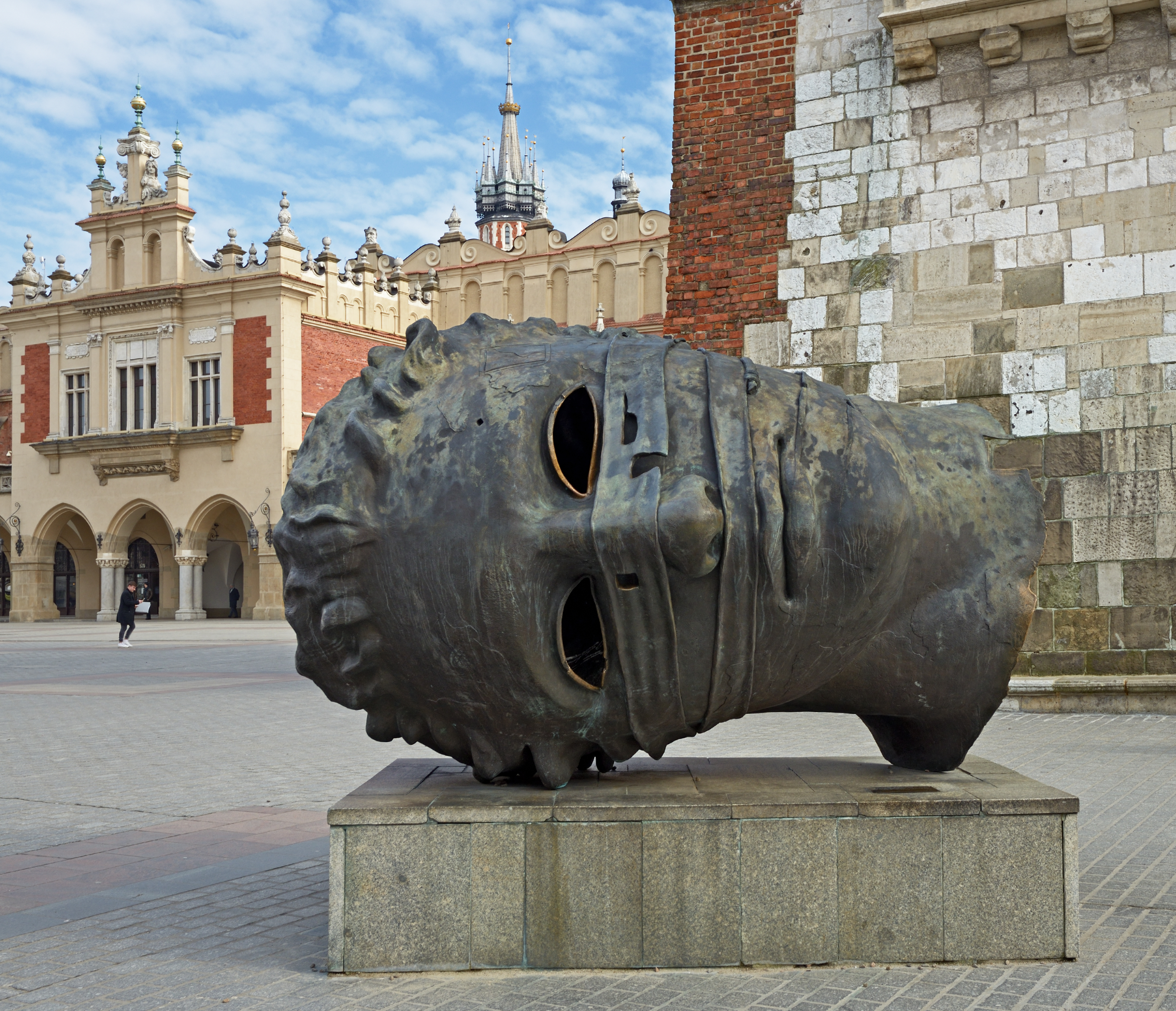
Eros Bendato bronzo, 1999 mostra a Cracovia
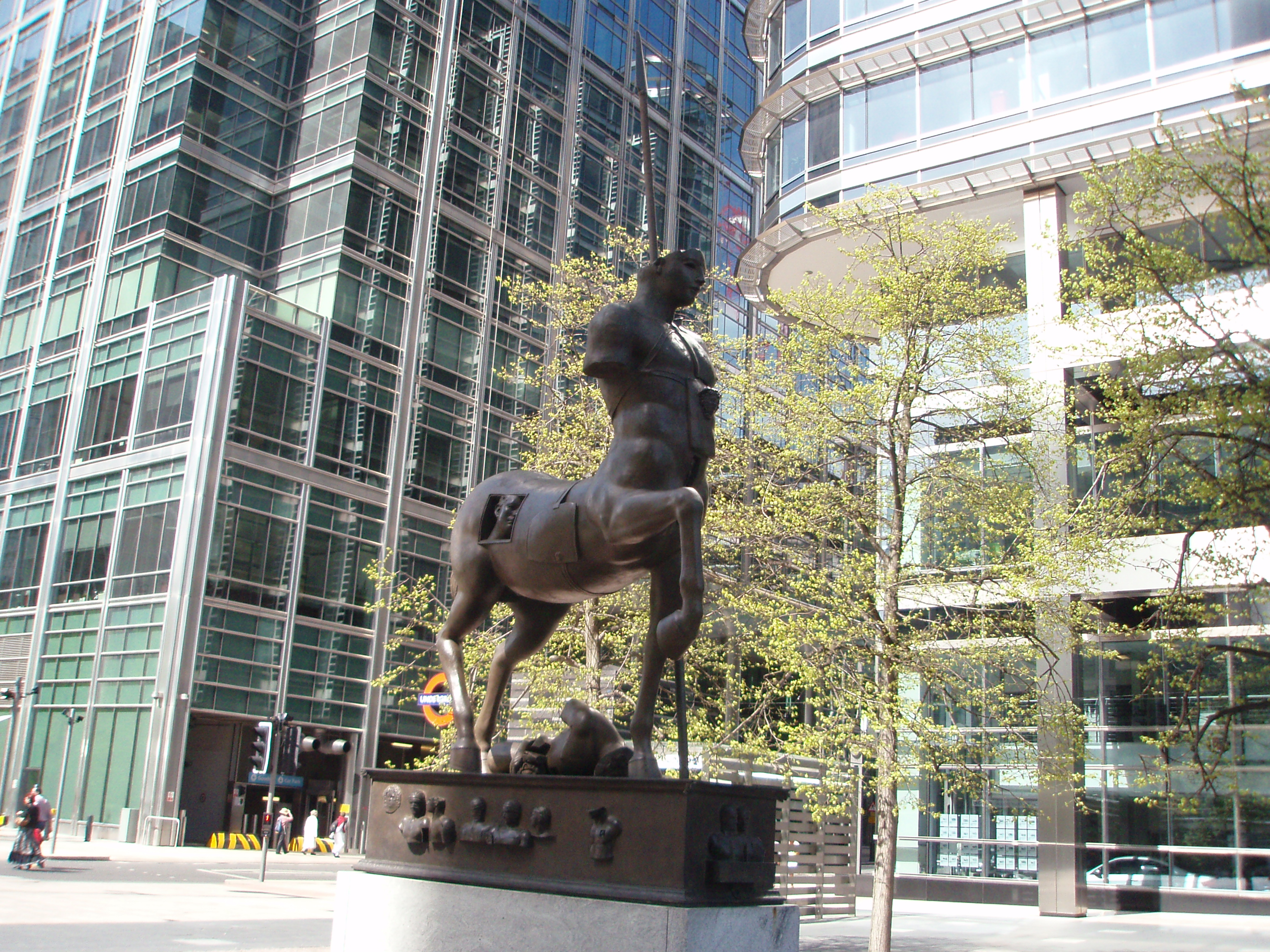
Centauro Canary Wharf Londra
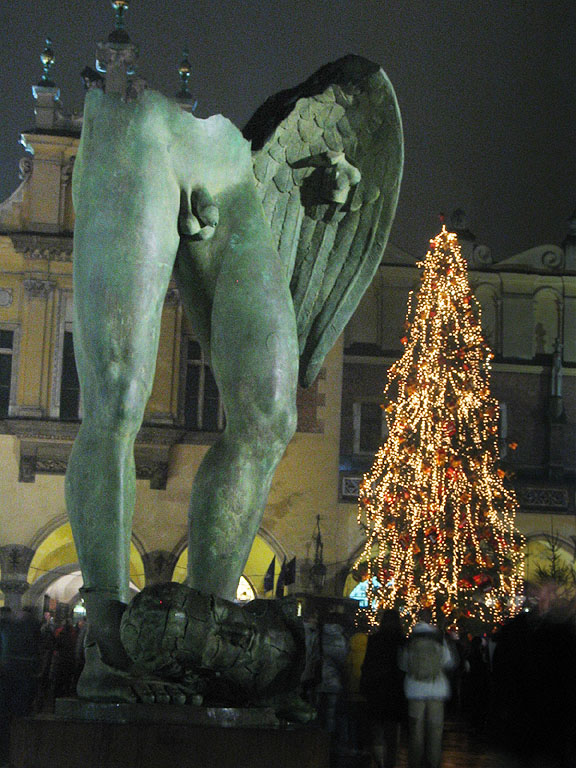
Gambe Alate bronzo, 2002 mostra a Cracovia
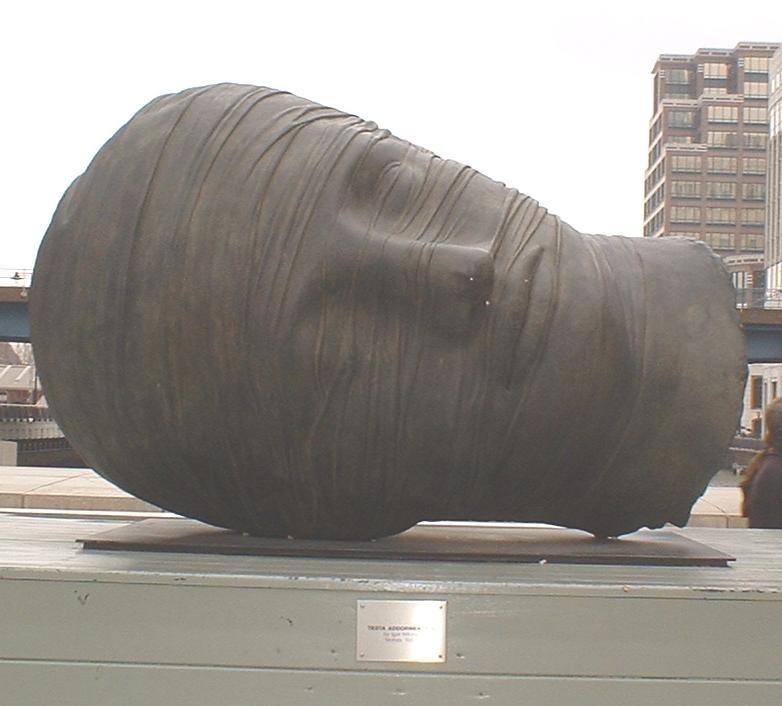
Testa Addormentata Canada Square, Canary Wharf, Londra
Volto Collezione Lorj, Strada in Casentino
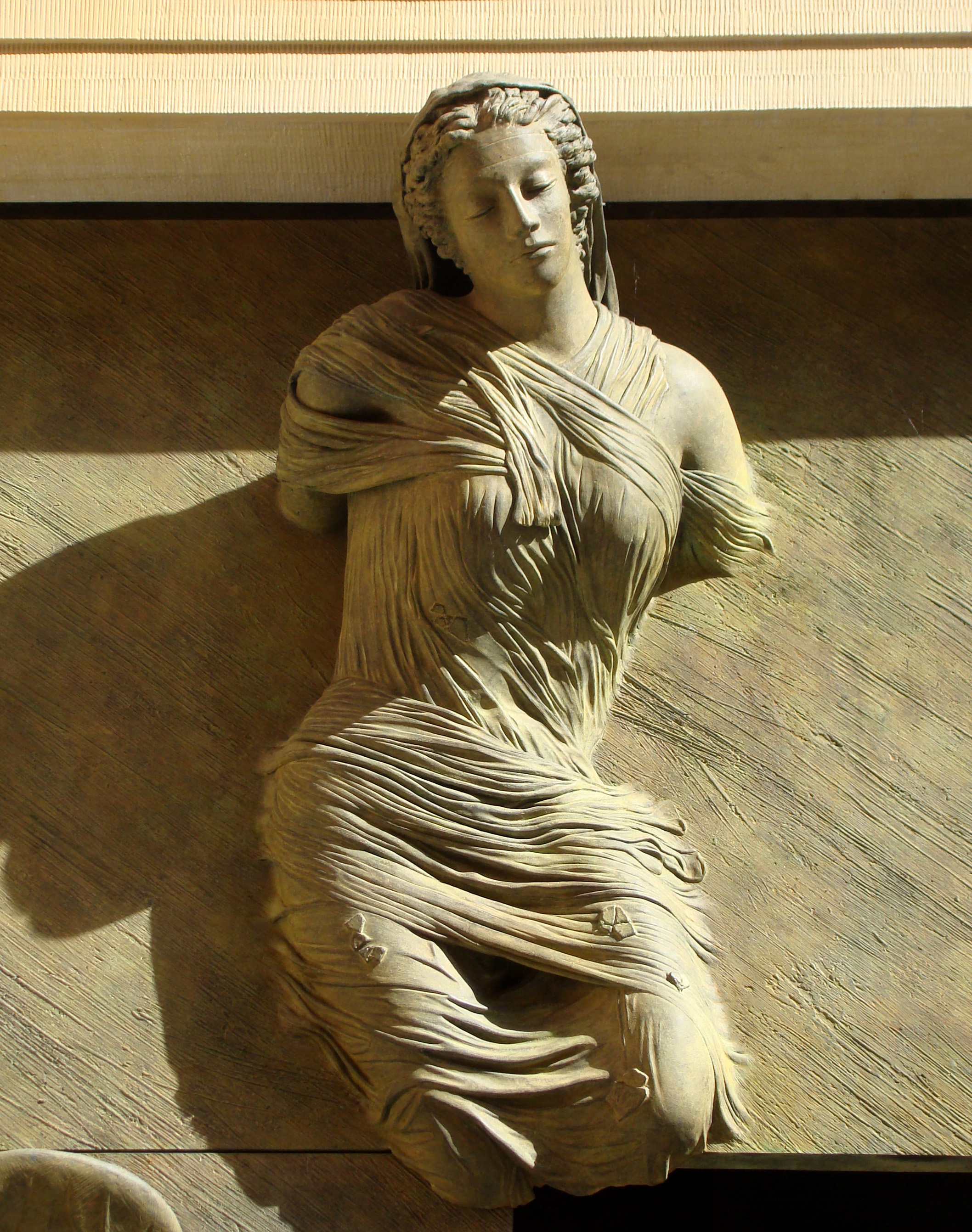
Annunciata Chiesa di Gesuiti, Varsavia, 2009
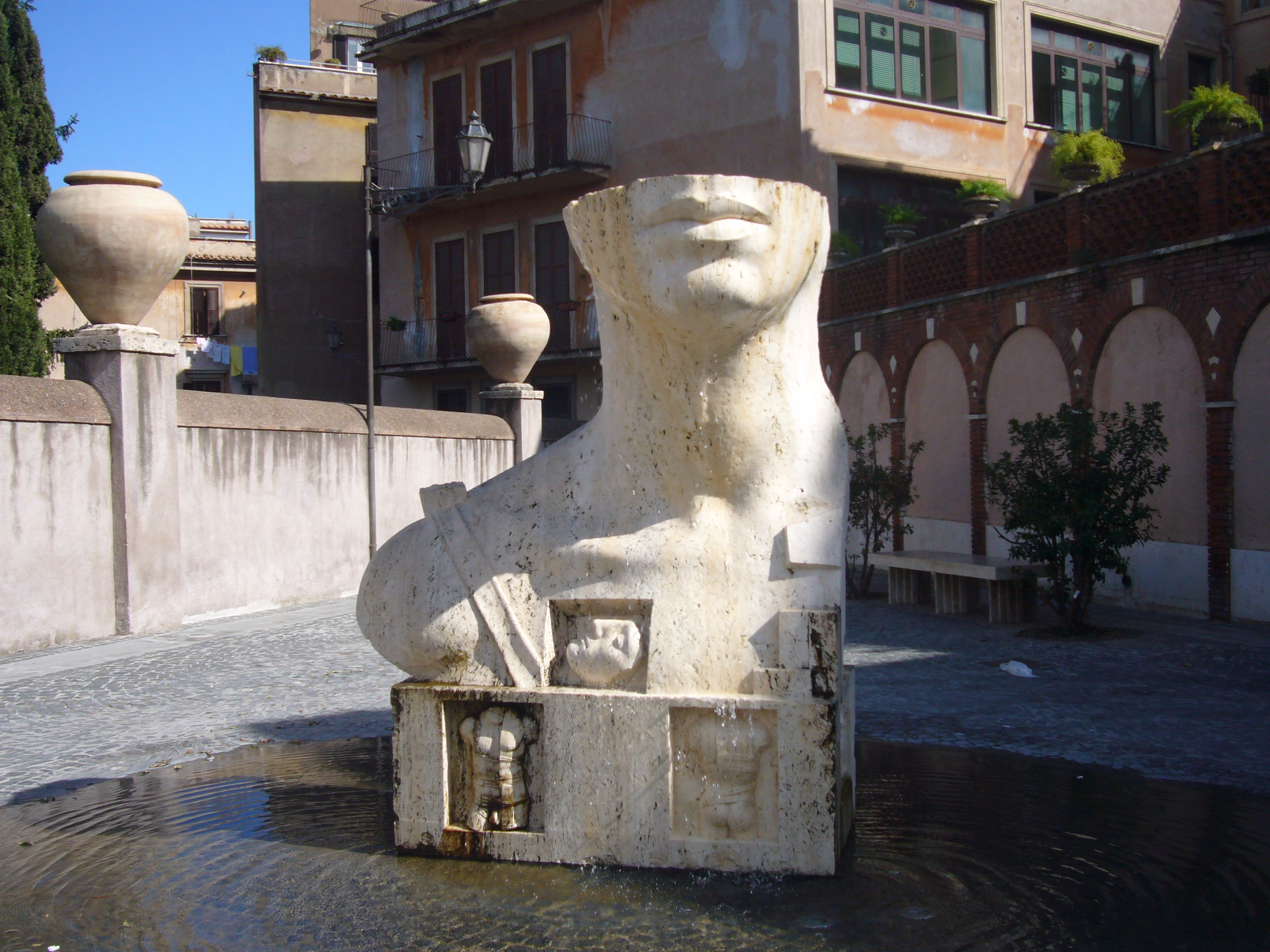
Scultura Piazza Trento, Tivoli
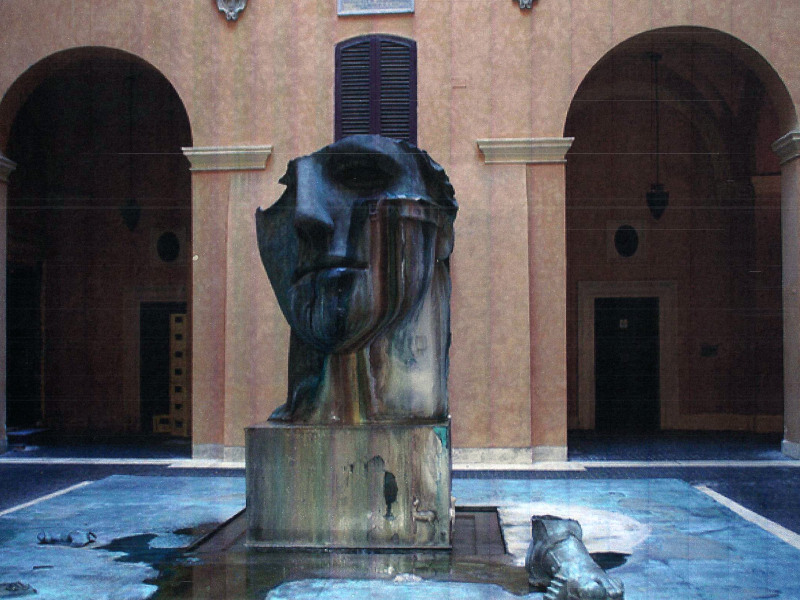
Venere che piange, situata nella sede di Valentino a Roma
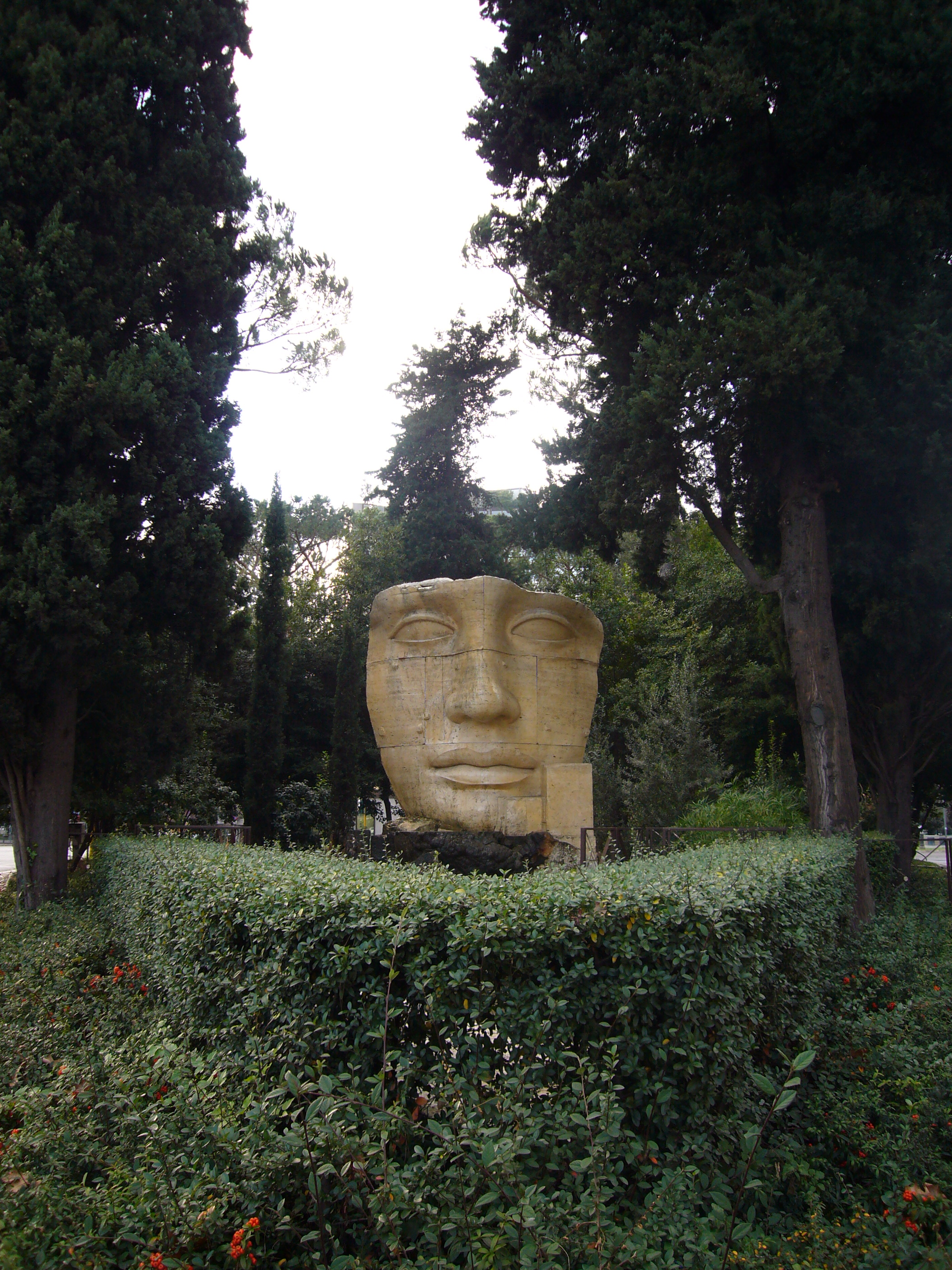
Fontana della Dea Roma Piazza Monte Grappa, Roma, 2003
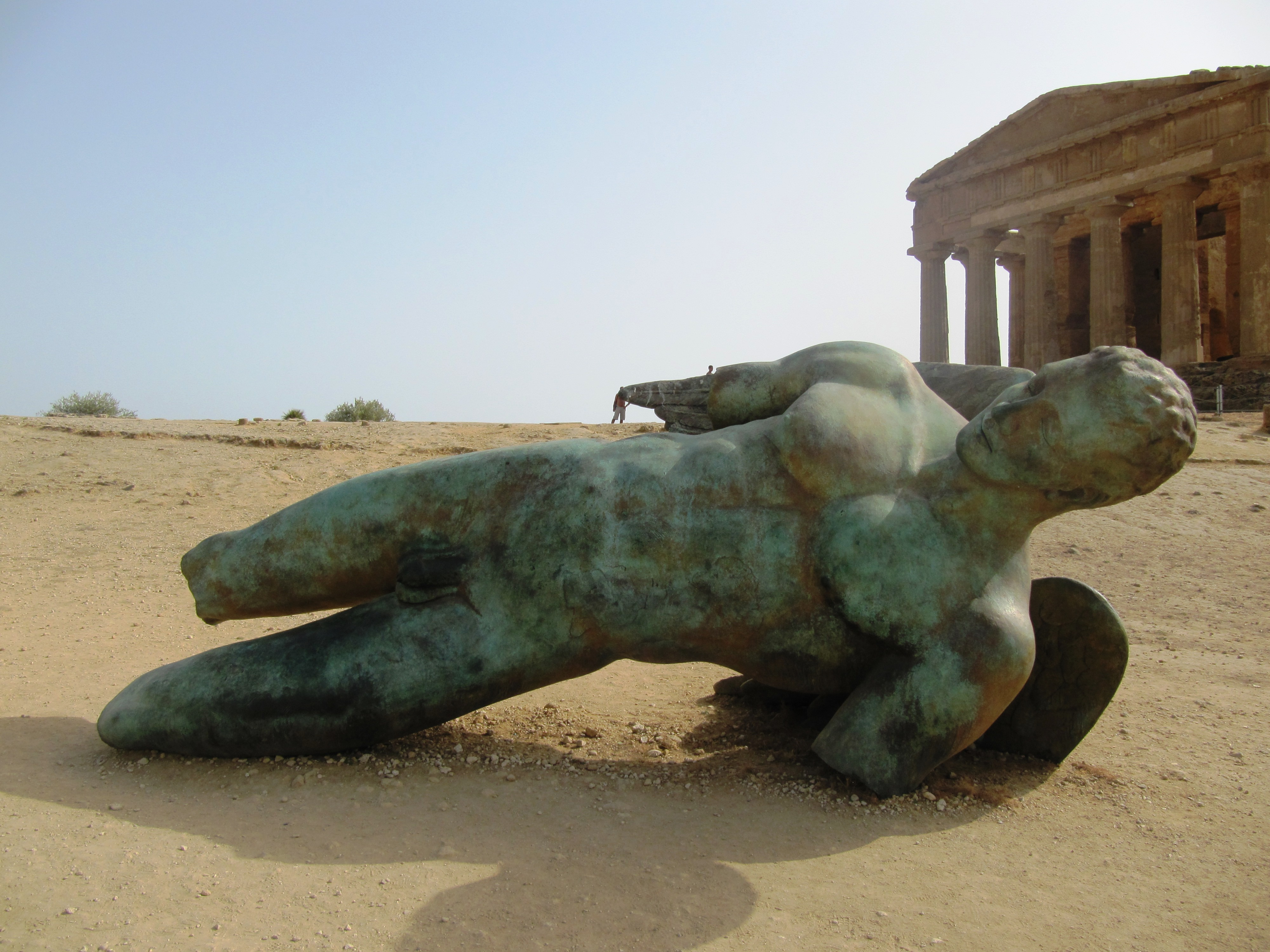
Icaro caduto Valle dei Templi, Agrigento, 2011